# Grand Pianoramax
Grand Pianoramax je americké hudební uskupení. Vzniklo v roce 2004 v New Yorku. Jde o projekt švýcarského hudebníka, hráče na klávesové nástroje Leo Tardina. Doprovází jej různí hostující hudebníci, převážně bubeníci, perkusionisté a zpěváci. Své první album skupina vydala v roce 2005 a na bicí zde hráli Švýcar Jojo Mayer a Maďar Ferenc Nemeth. Druhá deska The Biggest Piano in Town vyšla o tři roky později a hráli zde například Američané Adam Deitch a Deantoni Parks. Třetí album Smooth Danger vyšlo v roce 2010 a Tardina zde na bicí doprovázel Švýcar Dominik Burkhalter, který v sestavě zůstal po několik dalších let.

## Diskografie
- Grand Pianoramax (2005)
- The Biggest Piano In Town (2008)
- Smooth Danger (2010)
- Till There's Nothing Left (2013)